# Első Gyurcsány-kormány
Az első Gyurcsány-kormány Magyarország rendszerváltás utáni hatodik kormánya volt 2004. október 4. és 2006. június 9. között.

## Története
A kormány Medgyessy Péter miniszterelnök lemondása után került hatalomra. Az MSZP és az SZDSZ által alkotott koalíció fennmaradt. A hivatali esküt a kormány 2004. október 4-én tette le. A Gyurcsány Ferenc által vezetett kormány a 2006-os választási győzelmet követően ügyvezető kormányként június 9-éig volt hivatalban, majd második Gyurcsány-kormány néven, némileg átalakulva folytatta munkáját.

## A kormány tagjai
| Név | Hivatal kezdete      | Hivatal vége      | Párt         | Párt |
| --- | -------------------- | ----------------- | ------------ | ---- |
| Miniszterelnök                                                                                             |                      |                   |              |      |
| Gyurcsány Ferenc                                                                                           | 2004. szeptember 29. | 2006. június 9.   | MSZP         |      |
| Miniszterelnöki Hivatalt vezető miniszter                                                                  |                      |                   |              |      |
| Kiss Péter                                                                                                 | 2004. október 4.     | 2006. június 9.   | MSZP         |      |
| Belügyminiszter                                                                                            |                      |                   |              |      |
| Lamperth Mónika                                                                                            | 2004. október 4.     | 2006. június 9.   | MSZP         |      |
| Külügyminiszter                                                                                            |                      |                   |              |      |
| Kovács László                                                                                              | 2004. október 4.     | 2004. október 31. | MSZP         |      |
| Somogyi Ferenc                                                                                             | 2004. november 1.    | 2006. június 9.   | pártonkívüli |      |
| Pénzügyminiszter                                                                                           |                      |                   |              |      |
| Draskovics Tibor                                                                                           | 2004. október 4.     | 2005. április 24. | pártonkívüli |      |
| Veres János                                                                                                | 2005. április 25.    | 2006. június 9.   | MSZP         |      |
| Gazdasági és közlekedési miniszter                                                                         |                      |                   |              |      |
| Kóka János                                                                                                 | 2004. október 4.     | 2006. június 9.   | SZDSZ        |      |
| Földművelésügyi miniszter                                                                                  |                      |                   |              |      |
| Németh Imre                                                                                                | 2004. október 4.     | 2005. május 1.    | pártonkívüli |      |
| Gráf József                                                                                                | 2005. május 2.       | 2006. június 9.   | MSZP         |      |
| Igazságügy-miniszter                                                                                       |                      |                   |              |      |
| Petrétei József                                                                                            | 2004. október 4.     | 2006. június 9.   | pártonkívüli |      |
| Egészségügyi, szociális és családügyi miniszter                                                            |                      |                   |              |      |
| Rácz Jenő                                                                                                  | 2004. október 4.     | 2006. június 9.   | pártonkívüli |      |
| Nemzeti Kulturális Örökség minisztere                                                                      |                      |                   |              |      |
| Hiller István                                                                                              | 2004. október 4.     | 2005. február 13. | MSZP         |      |
| Bozóki András                                                                                              | 2005. február 14.    | 2006. június 9.   | pártonkívüli |      |
| Oktatási miniszter                                                                                         |                      |                   |              |      |
| Magyar Bálint                                                                                              | 2004. október 4.     | 2006. június 9.   | SZDSZ        |      |
| Foglalkoztatáspolitikai és munkaügyi miniszter                                                             |                      |                   |              |      |
| Csizmár Gábor                                                                                              | 2004. október 4.     | 2006. június 9.   | MSZP         |      |
| Honvédelmi miniszter                                                                                       |                      |                   |              |      |
| Juhász Ferenc                                                                                              | 2004. október 4.     | 2006. június 9.   | MSZP         |      |
| Környezetvédelmi és vízügyi miniszter                                                                      |                      |                   |              |      |
| Persányi Miklós                                                                                            | 2004. október 4.     | 2006. június 9.   | pártonkívüli |      |
| Informatikai és hírközlési miniszter                                                                       |                      |                   |              |      |
| Kovács Kálmán                                                                                              | 2004. október 4.     | 2006. június 9.   | SZDSZ        |      |
| Ifjúsági, családügyi, szociális és esélyegyenlőségi miniszter (2004. október 21. – 2006. június 9. között) |                      |                   |              |      |
| Göncz Kinga                                                                                                | 2004. október 21.    | 2006. június 9.   | pártonkívüli |      |
| Európai integrációs ügyekért felelős tárca nélküli miniszter                                               |                      |                   |              |      |
| Baráth Etele                                                                                               | 2004. október 4.     | 2006. június 9.   | MSZP         |      |
| Regionális fejlesztésért és felzárkóztatásért felelős tárca nélküli miniszter                              |                      |                   |              |      |
| Kolber István                                                                                              | 2004. október 4.     | 2006. június 9.   | MSZP         |      |